# Đoạn thẳng
Trong hình học, một đoạn thẳng là một phần của đường thẳng mà bị giới hạn bởi hai đầu mút, và chứa quỹ tích của tất cả những điểm nằm giữa hai đầu mút.
Các ví dụ về đoạn thẳng là: các cạnh của một tam giác hay một hình vuông. Tổng quát hơn, nếu cả hai đầu mút là hai đỉnh kề nhau của một đa giác, đoạn thẳng đó là một cạnh (của đa giác đang xét), nếu hai đầu mút không phải là hai đỉnh kề nhau thì đoạn thẳng đó là đường chéo của đa giác. Khi các đầu mút nằm trên cùng một đường như là đường tròn, thì đoạn thẳng đó được gọi là một dây cung (của đường đang xét).

## Định nghĩa
Giả sử {\displaystyle V\,\!}(đường thẳng) là một không gian vector trên {\displaystyle \mathbb {R} }(mặt phẳng số thực) hay {\displaystyle \mathbb {C} }, và {\displaystyle L\,\!} là một tập con của {\displaystyle V\,\!}. Khi đó {\displaystyle L\,\!} được gọi là một đoạn thẳng nếu L có thể được biểu diễn dưới dạng tham số như sau:
{\displaystyle L=\{a+tb\mid t\in [0,1]\}}
với {\displaystyle a,b\,\!} thuộc {\displaystyle V\,\!} và {\displaystyle b\neq 0.}.

Định nghĩa hình học của một đoạn thẳng

Đôi khi người ta muốn phân biệt giữa "đoạn thẳng mở" và "đoạn thẳng đóng". Để làm điều đó, người ta định nghĩa đoạn thẳng mở như phần trên và định nghĩa đoạn thằng đóng như là tập con {\displaystyle L\,\!} được biểu diễn dưới dạng tham số sau đây:
{\displaystyle L=\{a+tb\mid t\in (0,1)\}}
với {\displaystyle a,b\,\!} thuộc {\displaystyle V\,\!} và {\displaystyle b\neq 0}.
Một định nghĩa khác hoàn toàn tương đương: Một đoạn thẳng (đóng) là bao lồi của hai điểm phân biệt.

## Tính chất
- Đoạn thẳng là một tập hợp không rỗng và liên thông.
- Nếu {\displaystyle V} là một không gian vector topo, khi đó một đoạn thẳng đóng là một tập đóng trong {\displaystyle V}. Tuy nhiên, một đoạn thẳng mở là một tập mở trong {\displaystyle V} nếu và chỉ nếu {\displaystyle V} là không gian một chiều.
- Tổng quát hơn so với tất cả những gì trình bày ở trên, khái niệm đoạn thẳng có thể được định nghĩa trong hình học sắp thứ tự.